# 塩吹城
塩吹城（しおふきじょう）は、佐賀県嬉野市塩田町にあった日本の城（山城）。

## 概要
嬉野市の塩田川左岸の尾根、標高200m付近に位置する。戦国時代 有馬氏が松岡城を本城とした際、同じ塩田川流域の鷲巣城、鳥付城とともに本城を原直勝や子の原直景に守らせた。その後、永禄4年（1561年）に後藤貴明が侵攻すると城主の原直景は戦わずに降服している。